# U 207 (Kriegsmarine)
De U 207 was een U-boot van de VII C-klasse van de Duitse Kriegsmarine tijdens de Tweede Wereldoorlog. Tijdens een aanval op konvooi SC-42, werd hij door de Britse torpedobootjagers HMS Veteran en HMS Leamington met dieptebommen tot zinken gebracht op 11 september 1941. Hij stond onder bevel van kapitein-luitenant-ter-zee Fritz Meyer.